# Kresida
Kresida (također Uran IX) je prirodni satelit planeta Uran, iz grupe manjih unutarnjih pravilnih, s oko 79,6 kilometara u promjeru i orbitalnim periodom od 0.463569601 ± 0.000000013 dana.